# Hastati
Gli hastati (talvolta in italiano astati, ossia coloro che erano "dotati di hasta") erano legionari romani che formavano la prima linea da battaglia nelle legioni manipolari della Roma repubblicana, seguiti dai più esperti principes e triarii.

## Armamento
Gli hastati (come i principes ed i triarii) avevano l'obbligo di portare un'armatura completa (detta panoplia), che era costituita da:
- Uno scudo, la cui forma, almeno fin dai tempi della guerra latina, era ovale (in precedenza utilizzavano quelli rotondi, detti clipeus, abbandonati quando i soldati cominciarono ad essere pagati, verso la fine del V secolo a.C.[2]). Le dimensioni dello scudo erano di due piedi e mezzo di larghezza e quattro in lunghezza.[3]
- Una spada che almeno dalla seconda guerra punica era il famoso gladius hispaniensis, appesa sul fianco destro.[4] Aveva una punta di eccezionale efficacia poteva colpire con violenza di taglio su entrambi i lati, poiché la lama era molto robusta.[5]
- Due giavellotti,[6] chiamati pilum, di due tipi: uno spesso, di forma rotonda o quadrata del diametro anche di un palmo, ed uno sottile, simile ad una lancia da caccia di media lunghezza. L'asta di legno era lunga tre cubiti; la parte in ferro (munita di uncini) aveva la stessa lunghezza[7], ma si estendeva oltre l'asta di legno solo per metà[8].
- Un elmo di bronzo[6] con tre piume dritte sopra, di colore rosso o nero, lunghe circa un cubito, in modo che il soldato sembrasse più alto e apparisse al nemico più maestoso e terribile.[9]
- Delle gambiere.[6]
- Una piastra di bronzo della grandezza di un palmo quadrato, messa davanti al petto e perciò chiamata pectorale.[10] Coloro il cui censo superava 10.000 dracme indossavano una corazza fatta a maglie, detta lorica hamata.[11]

## Utilizzo tattico
(Ennio, Annales, 284 Vahlen)
Primi nello scontro "corpo a corpo" con il nemico, lanciavano dapprima l'asta (da 15-20 passi dal nemico) e poi si avventavano, serrando le file, con la spada in pugno. Ecco come descrive il primo scontro Tito Livio:
(Livio, Ab Urbe condita libri, VIII, 8, 9-12.)
I triarii, dopo aver accolto hastati e principes, serravano le file ed in un'unica ininterrotta schiera si gettavano sul nemico.
Mentre hastati e principes, per le loro caratteristiche legate all'armamento ed alle modalità di combattimento, erano votati all'attacco, i triarii, seppur veterani dotati di grande esperienza anche individuale, erano destinati alla difesa. A loro era affidata l'ultima resistenza per sopravvivere.

## Classe sociale ed età
In quel periodo la coscrizione era legata al censo e ogni soldato doveva procurarsi l'equipaggiamento a proprie spese. Gli hastati, fra le tre linee di fanteria pesante, avevano minori possibilità economiche rispetto ai principes ed ai triarii. Erano quindi i più giovani e meno ricchi fra i soldati romani. Per questo - oltre che per esperienza e abilità - scendevano in battaglia in prima linea.

## Storia

### L'esercito liviano durante la prima guerra sannitica e quella latina (341-338 a.C.)
Attorno alla metà del IV secolo a.C., durante la guerra latina, all'interno della legione veniva usata la formazione a manipolare (dal latino manipulus). La legione a sua volta era divisa in tre schiere:
- la prima era costituita dagli hastati ("il fiore dei giovani alle prime armi", come racconta Livio[15]), in formazione di quindici manipoli da 60 fanti ciascuno[16], oltre a 20 fanti armati alla leggera (dotati di lancia o giavellotti, non di scudo), chiamati leves;[17]
- la seconda era formata da armati di età più matura, chiamati principes;[15] queste prime due schiere composte da 30 manipoli erano chiamate antepilani;[18]

- la terza si componeva da altri quindici "ordini", formati ciascuno da 3 manipoli (il primo di triarii, il secondo di rorarii ed il terzo di accensi), di 60 armati ognuno.[18]

### L'esercito polibiano prima della seconda guerra punica (fine III secolo a.C.)

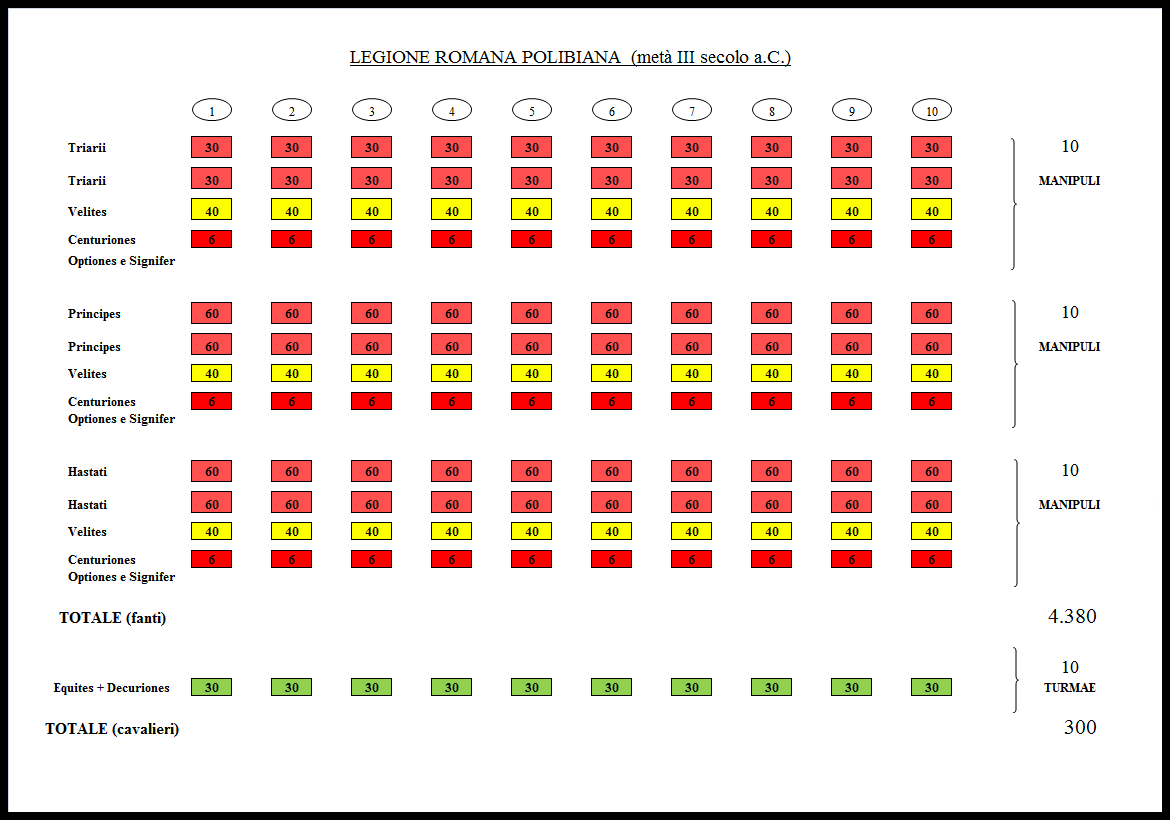
La legione manipolare polibiana al principio della seconda guerra punica (218 a.C.).

La nuova organizzazione dell'esercito romano descritta da Polibio è da datarsi al principio della seconda guerra punica (218-202 a.C.). I fanti erano ora suddivisi in quattro categorie, in base alla classe sociale, equipaggiamento ed età:
1. i primi ad essere arruolati erano i velites, in numero di 1.200[21], i più poveri ed i più giovani;[14]
2. seguono gli hastati, di censo ed età superiori,[14] in numero di 1.200;[21]
3. poi vengono i principes,[14] sempre in numero di 1.200;[21]
4. infine i triarii, i più anziani.[14] in numero di 600.[21]

### La riforma di Gaio Mario
Gaio Mario abolì la differenza fra astati, principi e triari riformando la legione manipolare nella coorte legionaria. Diede a tutti lo stesso equipaggiamento e la stessa arma da lancio, il pilum.